# Danilson Córdoba
Luis Danilson Córdoba (Quibdó, 6 september 1986) is een Colombiaans voetballer.

## Carrière
Danilson Córdoba speelde tussen 2004 en 2009 voor Independiente Medellín en Consadole Sapporo. Hij tekende in 2010 bij Nagoya Grampus.

## Colombiaans voetbalelftal
Danilson Córdoba debuteerde in 2007 in het Colombiaans nationaal elftal en speelde 3 interlands.